# Brewster & Co

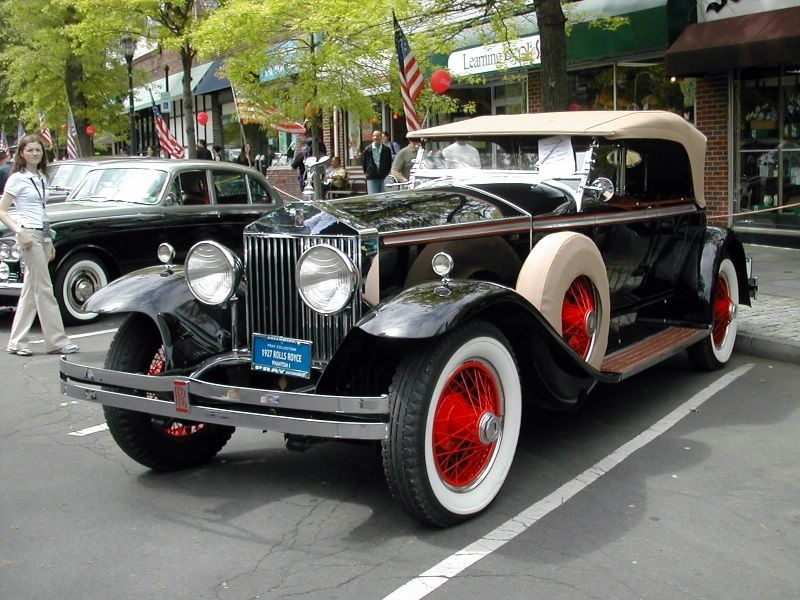
Rolls-Royce Phantom I 1927 med Brewster-kaross.

Brewster & Co var en amerikansk karossmakare med verksamhet i New York.
Företaget startades av James Brewster 1810 för att bygga hästvagnar. I början av 1900-talet blev Brewster återförsäljare av flera europeiska biltillverkare och började då bygga bilkarosser. När Rolls-Royce startade en fabrik i Springfield, Massachusetts blev Brewster huvudleverantör av karosser.
Under första världskriget upphörde leveranserna av bilar från Europa. Brewster byggde då en egen bil med Knight slidmotor mellan 1915 och 1925.
Efterfrågan på dyra lyxbilar var minimal under den stora depressionen. Brewster försökte bredda kundunderlaget genom att bygga karosser på Ford-chassin men ekonomin fortsatte försämras och företaget avvecklades 1937.